# سیستم والس
والس (ارزش‌ها، نگرش‌ها و شیوه زندگی)  انگلیسی:VALS  (Values، Attitudes and Lifestyles) روش تحقیقی است که اختصاری تقسیم‌بندی روان نگارانه (psychographic) بازار ابداع شده‌است و بکار راهنمایی غلط بازاریابی محصولات و خدمات و پیش‌بینی احتمال خرید آن‌ها می‌آید. 
براي طراحي يك استراتژي كارامد بازاريابي، بايد عوامل مؤثر بر تصميم‌گيري خريداران را شناسايي كرد. يكي از روشهاي نسبتاً جديد و كارامد جهت شناسايي خصوصيات شخصيتي مصرف‌كنندگان، سيستم والس مي‌باشد كه  اين سيستم كه توسط آرنولد میچل از گروه مشاوران SRI در سال 1978 اختراع شده است، با بكارگيري يك پرسشنامه، مصرف كننده را در يكي از ۸ گروه مشخص شده طبقه بندي مي‌كند. 
اين گروهها شامل نوآوران، تجربه‌گران، سازندگان، از پيش برنده‌ها، ستيزه جويان، انديشمندان، معتقدين، و بازماندگان مي‌باشد و بلافاصله مورد استقبال شرکت‌های تبلیغاتی قرار گرفت.